# Caio Salústio Crispo Passieno
Caio Salústio Passieno Crispo (em latim: Gaius Sallustius Passienus Crispus; m. 47) foi um proeminente senador romano da gente Salústia nomeado cônsul sufecto em 27 com Públio Cornélio Lêntulo e eleito cônsul ordinário em 44 a.C. com Tito Estacílio Tauro. Era herdeiro do famoso historiador Salústio e padrasto do futuro imperador Nero.

## Origem
Suetônio relata que Passieno nasceu em Visélio (em latim: Visellium), uma cidade obscura de localização indeterminada. Ele era neto de Lúcio Passieno Rufo, cônsul em 4 a.C.. Seu pai, que morreu em 21, era sobrinho-neto do historiador Salústio ("Caio Salústio Crispo"). Como Salústio não tinha filhos biológicos, ele adotou o pai de Crispo, neto de sua irmã, como herdeiro. Como era o costume na época ele adotou o nome da nova família e passou-o para seus próprios filhos.

## Primeiros anos

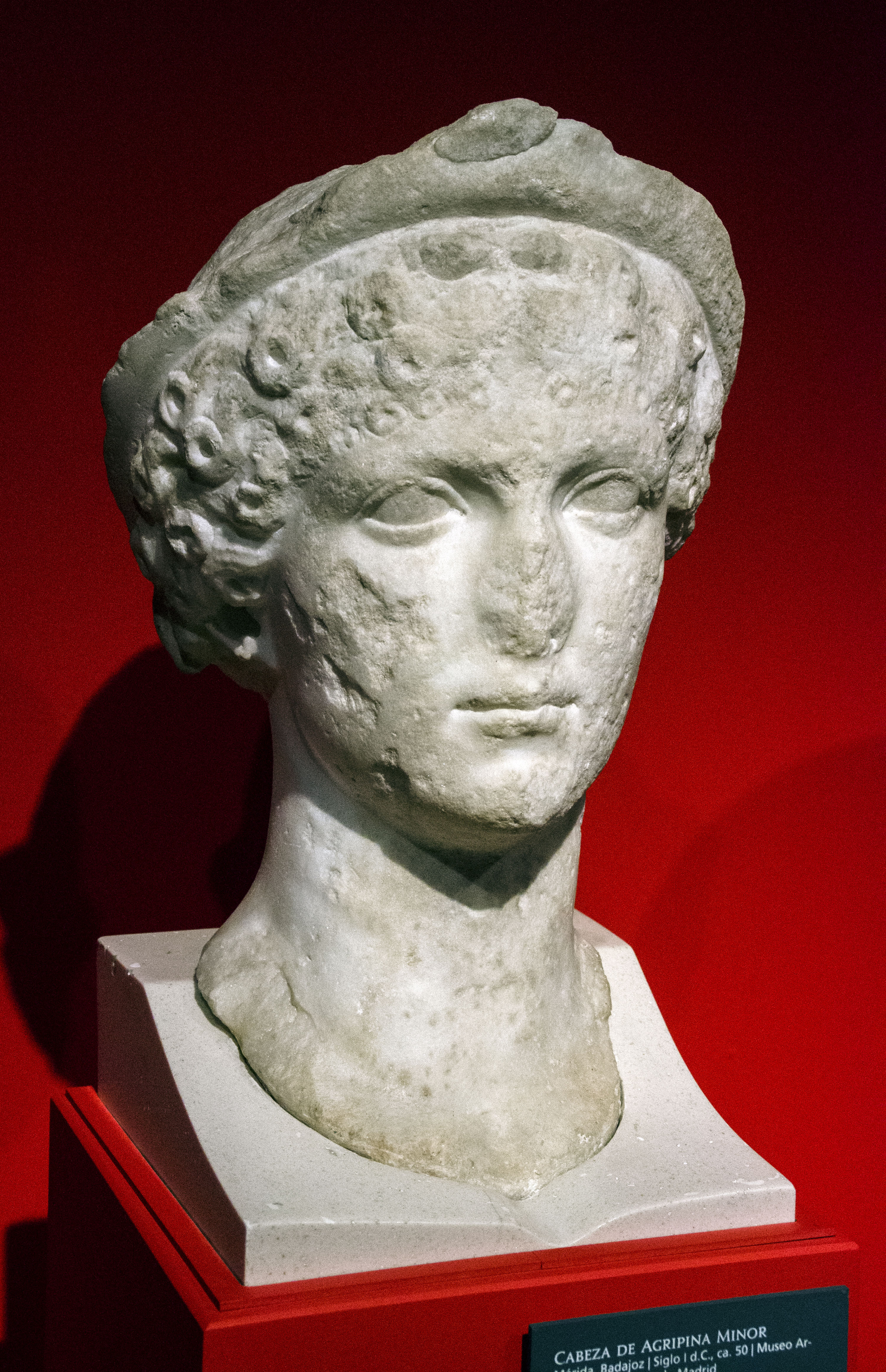
Agripina, a segunda esposa de Passieno e provavelmente a responsável pela sua morte. Ela era sobrinha (e esposa) de Cláudio, irmã do Calígula e mãe do Nero.

Passieno era membro da corte dos centúviros que se reunia na Basílica Júlia e Suetônio menciona que existia ali uma estátua dele. Seu primeiro discurso no Senado Romano foi realizado no reinado de Tibério e foi elogioso ao imperador, em cujas graças ele caiu apesar de Suetônio afirmar que o imperador não estava sendo sincero. Poucos anos depois, em 27, Passieno foi cônsul pela primeira vez ao ser nomeado cônsul sufecto a partir das calendas de julho com Públio Cornélio Lêntulo.
A despeito de seu status social e riqueza, Passieno preferia se mostrar como uma pessoa humilde para não despertar a atenção dos imperadores. Durante o reinado de Calígula, acompanhou o imperador em suas viagens, seguindo-o a pé como sinal de subserviência. Segundo Suetônio, Calígula teria perguntado-lhe uma vez, privadamente, se Passieno já havia tido relações sexuais com sua própria irmã "como ele próprio havia tido". Percebendo que a resposta seria perigosa, afirmativa ou nega, Passieno respondeu simplesmente "ainda não", escapando inteligentemente da possível irritação do imperador.

## Ligações com a família imperial
A esposa de Passieno, Domícia, era irmã de Cneu Domício Enobarbo (pai do Nero) e, portanto, cunhada de Agripina (irmã de Calígula e mãe do Nero). O primeiro marido dela, Décimo Hatério Agripa, cônsul em 22, havia sido morto em 32 depois de pedir a condenação de Lúcio Fulcínio Trião e Públio Mêmio Régulo, os dois cônsules em conflito do outono anterior, o que atraiu a raiva da população contra si próprio. Passieno se casou com a viúva no ano seguinte, tornando-se padrasto do filho dela, Quinto Hatério Antonino, que tornar-se-ia cônsul em 53, já na época de Cláudio.
Logo depois de sua ascensão, em 41, Cláudio pediu que Passieno se divorciasse de Domícia para se casar com Agripina, que era sua sobrinha e cujo marido havia acado falecer. O finado marido de Agripina, que era irmã de Calígula, tinha uma reputação de crueldade e só escapou de ser condenado à morte por Tibério por que o imperador morreu antes. Ela própria havia sido exilada por Calígula em 39 por seu suposto envolvimento numa conspiração para matar o imperador com seu suposto amante (e cunhado) Marco Emílio Lépido.
Depois da morte de Cneu, Calígula confiscou a herança que era por direito do jovem filho de Agripina, Lúcio (futuro Nero). Ele foi assassinado logo depois e o tio dele (e seu sucessor), Cláudio, ansioso para restaurar a aparência de normalidade e respeitabilidade da família imperial, reconvocou Agripina do exílio, restituiu a herança de Lúcio e esperava conseguir para ela um bom marido. A esposa de Passieno, Domícia, também era prima do imperador, mas naquele momento era mais importante restaurar a imagem de Agripina e, por isso, Passieno cedeu aos desejos do imperador: ele se divorciou de Domícia e se casou com Agripina, tornando-se padrasto do futuro imperador Nero.

## Queda e legado
Em 44, Passieno foi eleito cônsul pela segunda vez, agora com Tito Estacílio Tauro. Seu segundo consulado era uma honra especial, mas parcialmente simbólica, pois esperava-se que Passieno renunciasse rapidamente, o que ele provavelmente fez já nos idos de janeiro. Ele foi sucedido por Públio Pompônio Segundo, que terminou seu mandato com Tauro até as calendas de julho.
Depois do segundo consulado, Passieno era um homem muito próspero: duas vezes cônsul, neto de um cônsul, herdeiro de Salústio e casado com um membro importante da família imperial. Sua fortuna foi avaliada em 200 milhões de sestércios, uma quantia enorme. A ambiciosa Agripina então sugeriu que ele a nomeasse como sua herdeira, o que ele fez, o seu erro fatal. Em 47, Passieno morreu, provavelmente envenenado pela esposa.
Contudo, este não seria o último ato de Agripina, que se tornou uma viúva riquíssima. A imperatriz Messalina, esposa de Cláudio, corretamente percebendo o risco tentou assassinar Lúcio (Nero) para assegurar a ascensão de Britânico, seu filho com o imperador. A tentativa fracassou e Agripina passou a tramar a queda de Messalina. Ela seduziu Cláudio, que era seu tio, e se tornou sua esposa; em seguida, convenceu-o a adotar Lúcio, nomeando-o herdeiro preferencial adiante de seu próprio filho. Logo depois, Agripina tramou a morte de Cláudio e conseguiu que Lúcio, agora o imperador Nero, chegasse ao trono. Imediatamente ele se livrou de Britânico. A própria Agripina teve uma morte violenta e terminou assassinada em 59 por ordem de Nero.
Domícia também morreu em 59 e rumores circularam afirmando que Nero havia sido o responsável.
Segundo Tácito, Caio Passieno Crispo era uma pessoa inteligente, humilde e espirituosa, famoso por um epigrama que ele criou em referência aos imperadores Calígula e Tibério: "o mundo jamais conheceu um escravo melhor e nem um mestre pior".